# Каштилиаш II
Каштилиаш II — касситский вождь, правил приблизительно в 1683—1674 годах до н. э.
Сын Каштилиаша I. Захватил власть в Ханейском царстве, свергнув аккадско-аморейскую династию.